# Formel-3-Masters 2010
Das Formel-3-Masters 2010 war das 20. Formel-3-Masters. Es fand am 6. Juni 2010 in Zandvoort statt.

## Berichte

### Hintergrund
Zum Formel-3-Masters 2010 traten 24 Piloten aus der britischen Formel-3-Meisterschaft, dem deutschen Formel-3-Cup, der Formel-3-Euroserie und der GP3-Serie an. Unter anderem startete der Vorjahressieger Valtteri Bottas sowie Jean-Éric Vergne, der Meisterschaftsführende der britischen Formel-3-Meisterschaft, und Edoardo Mortara, der Meisterschaftsführende der Formel-3-Euroserie, zu diesem Rennen.
12 Piloten starteten mit Volkswagen- und 12 Piloten mit Mercedes-Benz-Motoren.

### Training
Im ersten freien Training bestimmten Piloten aus der Formel-3-Euroserie das Geschehen. Alexander Sims erzielte vor weiteren vier Piloten aus der Formel-3-Euroserie die schnellste Rundenzeit. Im zweiten freien Training kam es erneut zu einer Dominanz der Formel-3-Euroserie-Piloten, die die ersten sieben Plätze belegten. Schnellster Fahrer war Mortara.

### Qualifying
In beiden Qualifying-Abschnitten war Sims der schnellste Pilot im Feld. Er sicherte sich die Pole-Position vor seinem Teamkollegen Bottas. Dritter wurde Marco Wittmann. Auf den ersten fünf Startpositionen standen Piloten aus der Formel-3-Euroserie. Bester Pilot aus der britischen Formel-3-Meisterschaft war Vergne, der von Position acht ins Rennen ging.

### Rennen
Kurz vor dem Start fing es leicht an zu regnen und der Start wurde hinter dem Safety-Car durchgeführt. Aus der Spitzengruppe hatte zunächst nur Roberto Merhi auf Regenreifen gesetzt und er konnte sich vom restlichen Feld absetzen. Der Regen dauert allerdings nicht lange und während zunächst die Piloten mit Regenreifen im Vorteil waren, wendete sich das Blatt als die Strecke abtrocknete und die Piloten, die vom Start an auf Trockenreifen geblieben waren, hatten alles richtig gemacht.
Nachdem Merhi die Spitzenposition an Sims verloren hatte, konnte Bottas seinen von der Pole-Position gestarteten Teamkollegen überholen und die Führung übernehmen. Der Finne behielt die Führung bis zum Rennende und verteidigte damit seinen Sieg aus dem Vorjahr. Bottas ist der erste Pilot, der das Formel-3-Masters zweimal für sich entscheiden konnte. Wittmann wurde Dritter und sorgte damit dafür, dass nur Piloten aus der Formel-3-Euroserie auf dem Podium standen. Der beste Pilot, der nicht in der Formel-3-Euroserie fuhr, war Vergne, der mit der schnellsten Runde den vierten Platz belegte.

## Starterfeld
| Team                       | Auto # | Fahrer                 | Chassis | Motor         | reguläre Meisterschaft           |
| -------------------------- | ------ | ---------------------- | ------- | ------------- | -------------------------------- |
| ART Grand Prix             | 01     | Valtteri Bottas        | Dallara | Mercedes-Benz | Formel-3-Euroserie               |
| ART Grand Prix             | 02     | Alexander Sims         | Dallara | Mercedes-Benz | Formel-3-Euroserie               |
| ART Grand Prix             | 03     | Jim Pla                | Dallara | Mercedes-Benz | Formel-3-Euroserie               |
| Carlin                     | 04     | Jean-Éric Vergne       | Dallara | Volkswagen    | Britische Formel-3-Meisterschaft |
| Carlin                     | 05     | Jazeman Jaafar         | Dallara | Volkswagen    | Britische Formel-3-Meisterschaft |
| Carlin                     | 06     | Lucas Foresti          | Dallara | Volkswagen    | Britische Formel-3-Meisterschaft |
| Carlin                     | 07     | Rupert Svendsen-Cook   | Dallara | Volkswagen    | Britische Formel-3-Meisterschaft |
| Signature-Plus             | 09     | Edoardo Mortara        | Dallara | Volkswagen    | Formel-3-Euroserie               |
| Signature-Plus             | 10     | Marco Wittmann         | Dallara | Volkswagen    | Formel-3-Euroserie               |
| Signature-Plus             | 11     | Laurens Vanthoor       | Dallara | Volkswagen    | Formel-3-Euroserie               |
| Signature-Plus             | 12     | Stef Dusseldorp        | Dallara | Volkswagen    | Deutscher Formel-3-Cup           |
| Hitech Racing              | 14     | Gabriel Dias           | Dallara | Volkswagen    | Britische Formel-3-Meisterschaft |
| Hitech Racing              | 15     | William Buller         | Dallara | Volkswagen    | Britische Formel-3-Meisterschaft |
| Mücke Motorsport           | 16     | Roberto Merhi          | Dallara | Mercedes-Benz | Formel-3-Euroserie               |
| Mücke Motorsport           | 17     | Carlos Muñoz           | Dallara | Mercedes-Benz | Formel-3-Euroserie               |
| Mücke Motorsport           | 18     | Nigel Melker           | Dallara | Mercedes-Benz | GP3-Serie                        |
| Prema Powerteam            | 21     | Daniel Juncadella      | Dallara | Mercedes-Benz | Formel-3-Euroserie               |
| Prema Powerteam            | 22     | Nicolas Marroc         | Dallara | Mercedes-Benz | Formel-3-Euroserie               |
| Sino Vision Racing         | 24     | Adderly Fong           | Dallara | Mercedes-Benz | Britische Formel-3-Meisterschaft |
| Sino Vision Racing         | 25     | Wayne Boyd             | Dallara | Mercedes-Benz | Britische Formel-3-Meisterschaft |
| Motopark Academy           | 27     | António Félix da Costa | Dallara | Volkswagen    | Formel-3-Euroserie               |
| Motopark Academy           | 28     | Matias Laine           | Dallara | Volkswagen    | Formel-3-Euroserie               |
| CF Racing/Manor Motorsport | 30     | Hywel Lloyd            | Dallara | Mercedes-Benz | Britische Formel-3-Meisterschaft |
| Manor Racing               | 31     | Rio Haryanto           | Dallara | Mercedes-Benz | GP3-Serie                        |

## Klassifikationen

### Qualifying
| Pos. | Nr. | Fahrer                 | Team                       | Q1       | Q2       |
| ---- | --- | ---------------------- | -------------------------- | -------- | -------- |
| 01   | 02  | Alexander Sims         | ART Grand Prix             | 1:31,724 | 1:30,956 |
| 02   | 01  | Valtteri Bottas        | ART Grand Prix             | 1:31,728 | 1:31,112 |
| 03   | 10  | Marco Wittmann         | Signature-Plus             | 1:31,841 | 1:31,463 |
| 04   | 16  | Roberto Merhi          | Mücke Motorsport           | 1:31,991 | 1:31,641 |
| 05   | 17  | Carlos Muñoz           | Mücke Motorsport           | 1:32,127 | 1:31,667 |
| 06   | 18  | Nigel Melker           | Mücke Motorsport           | 1:32,667 | 1:31,687 |
| 07   | 09  | Edoardo Mortara        | Signature-Plus             | 1:31,812 | 1:31,713 |
| 08   | 04  | Jean-Éric Vergne       | Carlin                     | 1:31,992 | 1:31,765 |
| 09   | 15  | William Buller         | Hitech Racing              | 1:32,747 | 1:31,780 |
| 10   | 03  | Jim Pla                | ART Grand Prix             | 1:32,544 | 1:31,812 |
| 11   | 27  | António Félix da Costa | Motopark Academy           | 1:32,150 | 1:31,969 |
| 12   | 21  | Daniel Juncadella      | Prema Powerteam            | 1:36,221 | 1:31,993 |
| 13   | 05  | Jazeman Jaafar         | Carlin                     | 1:32,724 | 1:32,070 |
| 14   | 11  | Laurens Vanthoor       | Signature-Plus             | 1:32,077 | —        |
| 15   | 12  | Stef Dusseldorp        | Signature-Plus             | 1:32,868 | 1:32,086 |
| 16   | 07  | Rupert Svendsen-Cook   | Carlin                     | 1:33,008 | 1:32,125 |
| 17   | 14  | Gabriel Dias           | Hitech Racing              | 1:32,803 | 1:32,238 |
| 18   | 22  | Nicolas Marroc         | Prema Powerteam            | 1:33,008 | 1:32,430 |
| 19   | 06  | Lucas Foresti          | Carlin                     | 1:33,046 | 1:32,529 |
| 20   | 28  | Matias Laine           | Motopark Academy           | 1:33,170 | 1:32,569 |
| 21   | 30  | Hywel Lloyd            | CF Racing/Manor Motorsport | 1:33,194 | 1:32,777 |
| 22   | 31  | Rio Haryanto           | Manor Racing               | 1:35,889 | 1:33,099 |
| 23   | 25  | Wayne Boyd             | Sino Vision Racing         | 1:33,753 | 1:34,798 |
| 24   | 24  | Adderly Fong           | Sino Vision Racing         | 1:33,834 | 1:34,501 |

### Rennen
| Pos. | Nr. | Fahrer                 | Team                       | Runden | Zeit       | Start |
| ---- | --- | ---------------------- | -------------------------- | ------ | ---------- | ----- |
| 01   | 01  | Valtteri Bottas        | ART Grand Prix             | 25     | 41:38,851  | 02    |
| 02   | 02  | Alexander Sims         | ART Grand Prix             | 25     | + 1,131    | 01    |
| 03   | 10  | Marco Wittmann         | Signature-Plus             | 25     | + 11,054   | 03    |
| 04   | 04  | Jean-Éric Vergne       | Carlin                     | 25     | + 12,693   | 08    |
| 05   | 09  | Edoardo Mortara        | Signature-Plus             | 25     | + 18,563   | 07    |
| 06   | 14  | Gabriel Dias           | Hitech Racing              | 25     | + 1:07,717 | 17    |
| 07   | 06  | Lucas Foresti          | Carlin                     | 25     | + 1:11,166 | 19    |
| 08   | 25  | Wayne Boyd             | Sino Vision Racing         | 25     | + 1:14,084 | 23    |
| 09   | 30  | Hywel Lloyd            | CF Racing/Manor Motorsport | 25     | + 1:15,227 | 21    |
| 10   | 31  | Rio Haryanto           | Manor Racing               | 24     | + 1 Runde  | 22    |
| 11   | 15  | William Buller         | Hitech Racing              | 24     | + 1 Runde  | 09    |
| 12   | 16  | Roberto Merhi          | Mücke Motorsport           | 24     | + 1 Runde  | 04    |
| 13   | 07  | Rupert Svendsen-Cook   | Carlin                     | 24     | + 1 Runde  | 16    |
| 14   | 18  | Nigel Melker           | Mücke Motorsport           | 24     | + 1 Runde  | 06    |
| 15   | 17  | Carlos Muñoz           | Mücke Motorsport           | 24     | + 1 Runde  | 05    |
| 16   | 21  | Daniel Juncadella      | Prema Powerteam            | 23     | + 2 Runden | 12    |
| 17   | 24  | Adderly Fong           | Sino Vision Racing         | 23     | + 2 Runden | 24    |
| 18   | 27  | António Félix da Costa | Motopark Academy           | 23     | + 2 Runden | 11    |
| 19   | 22  | Nicolas Marroc         | Prema Powerteam            | 23     | + 2 Runden | 18    |
| 20   | 28  | Matias Laine           | Motopark Academy           | 22     | + 3 Runden | 20    |
| 21   | 12  | Stef Dusseldorp        | Signature-Plus             | 22     | + 3 Runden | 15    |
| 22   | 11  | Laurens Vanthoor       | Signature-Plus             | 22     | + 3 Runden | 14    |
| —    | 05  | Jazeman Jaafar         | Carlin                     | 2      | DNF        | 13    |
| —    | 03  | Jim Pla                | ART Grand Prix             | 2      | DNF        | 10    |